# Aero A.204
O Aero A.204 foi um avião bimotor de uso comercial produzido na Tchecoslováquia pela Aero Vodochody, tendo o protótipo voado em 1936. Foi desenvolvido especialmente para a Companhia aérea ČSA, mas para a surpresa e desapontamento da empresa Aero, a companhia selecionou o avião britânico Airspeed Envoy. Incapaz de encontrar um cliente para o modelo a Aero iniciou o desenvolvimento de uma versão militar que culminou no modelo Aero A.304